# Epsilon Sagittae
Epsilon Sagittae (ε Sagittae, förkortat Epsilon Sge, ε Sge) som är stjärnans Bayerbeteckning, är en ensam jättestjärna belägen i den södra delen av stjärnbilden Pilen. Den har en skenbar magnitud på 5,67 och är svagt synlig för blotta ögat där ljusföroreningar ej förekommer. Baserat på parallaxmätning inom Hipparcosuppdraget på ca 6,8 mas, beräknas den befinna sig på ett avstånd av ca 480 ljusår ( ca 147 parsek) från solen där stjärnans skenbara magnitud minskas med en skymningsfaktor på 0,1 beroende på interstellärt stoft.

## Egenskaper
Epsilon Sagittae är en gul till vit jättestjärna av spektralklass G8 IIIvar, där "var"-suffixet anger en variabel spektralfunktion. Den har en massa som är omkring tre gånger större än solens massa och utsänder från dess fotosfär ca 138 gånger mer energi än solen vid en effektiv temperatur på ca 5 000 K.
Epsilon Sagittae har en visuell följeslagare av magnitud 8,35 separerad med 87,3 bågsekunder vid en positionsvinkel på 82°  år 2013.